# Chamaeleo monachus
Chamaeleo monachus (лат.) — вид ящериц из семейства хамелеонов. Эндемик Сокотры — самого крупного острова одноимённого архипелага. Имеет мозаичное распространение, обитая
в пальмовых рощах, зарослях гребенщика, Euclea и других кустарников, а также на фикусах в вади. Встречается на высоте до 1004 м над уровнем моря. Международный союз охраны природы отнёс вид к категории близких к уязвимому положению.
По данным молекулярно-филогенетического исследования, опубликованного в 2008 году, Ch. monachus занимает базальное положение в группе видов, близких к обыкновенному хамелеону. Предполагается, что его происхождение связано с отделением Сокотры от Аравии в позднем эоцене — раннем олигоцене.